# Jean-Charles-Gabriel Danse
Jean-Charles-Gabriel Danse est un magistrat et homme politique français, né le 29 juin 1788 à Beauvais et mort le 5 septembre 1863 également à Beauvais.

## Biographie
Fils de Jean-Charles Danse-Renault, député de l'Oise sous la Restauration, Jean-Charles-Gabriel Danse entra en 1813 dans la magistrature, comme conseiller auditeur à la cour impériale d'Amiens. Juge au tribunal civil de Beauvais de 1816 à 1834, époque à laquelle il fut promu vice-président au même siège.
Il brigua avec succès, le 5 juillet 1831, les suffrages des électeurs du 1er collège de l'Oise, que son père avait précédemment représenté. Élu député, il vota avec les conservateurs. En 1833, il devint conseiller général de l'Oise, et fut réélu député en 1834, en 1837 et en 1839. Il appartint jusqu'en 1842 à la majorité ministérielle de la Chambre. 
Il fut promu président au tribunal de Beauvais en 1847. La révolution de 1848 le suspendit de ses fonctions, mais il y fut réintégré peu après et ne fut admis à la retraite que le 20 juillet 1858.
Il était chevalier de la Légion d'honneur (1835).
Marié à sa cousine germaine Pauline Danse des Aulnois, il est le beau-père de Félix Antoine Cauvel de Beauvillé.

## Pour approfondir